# Ӧ (слово ћирилице)
Ӧ ӧ (искошено: Ӧ ӧ) је слово ћириличног писма. У свим својим облицима изгледа тачно као латинично слово Ö (Ö ö О о).
Ӧ ӧ се користи у писмима алтајског, хантијског, хакаског, комски, курдског, маријског, шорског и удмуртског језика.

## Употреба
На алтајском, хакаском, хантијском и шорском језику, представља блиски средњи предњи заобљени самогласник .
На комском језик представља шва .
На курдском језику, представља скоро задњи заобљени самогласник .
На маријском језику, представља отворени средњи предњи заобљени самогласник , слично као .
На удмуртском језику, представља отворени средњи задњи незаокружени самогласник .
У руским књигама до почетка 20. века, слово Ӧ се спорадично користило уместо слова Ё у страним именима и позајмљеницама (на пример, град Келн, Немачка, што је Köln на немачком, могао је бити преведен на руски као „Кӧльн“).
На татарском језику, ово слово се појавило у ћириличном правопису Николаја Иљминског из 1861. године. Ово слово је замењено словом Ө 1939. године.
Ӧ̄ ӧ̄ (искошено: Ӧ̄ ӧ̄ ) је слово ћириличног писма. Користи се у јужним дијалектима селкупског језика, да означи дуг звук Ӧ.

## Рачунарски кодови
| Знак                      | Ӧ                                        | Ӧ                                        | ӧ                                      | ӧ                                      |
| ------------------------- | ---------------------------------------- | ---------------------------------------- | -------------------------------------- | -------------------------------------- |
| Назив у Уникоду           | CYRILLIC CAPITAL LETTER O WITH DIAERESIS | CYRILLIC CAPITAL LETTER O WITH DIAERESIS | CYRILLIC SMALL LETTER O WITH DIAERESIS | CYRILLIC SMALL LETTER O WITH DIAERESIS |
| Врста кодирања            | децимална                                | хексадецимална                           | децимална                              | хексадецимална                         |
| Уникод                    | 1254                                     | U+04E6                                   | 1255                                   | U+04E7                                 |
| UTF-8                     | 211 166                                  | D3 A6                                    | 211 167                                | D3 A7                                  |
| Нумеричка референца знака | &#1254;                                  | &#x4E6;                                  | &#1255;                                | &#x4E7;                                |

## Слична имена
- Ö ö : Латинично слово
- Ơ ơ : Латинично слово
- Ø ø : Латинично слово
- Õ õ  Латинично слово
- Œ œ : Лигатура слова О и Е
- О о : Ћирилично слово
- Ө ө : Ћирилично слово
- Ӫ ӫ :Ћирилично слово